# Koranit
Koranit (hebrejsky קוֹרָנִית, doslova „tymián“ nebo „mateřídouška“, v oficiálním přepisu do  angličtiny Qoranit) je vesnice typu společná osada (jišuv kehilati) v Izraeli, v Severním distriktu, v Oblastní radě Misgav.

## Geografie
Leží v nadmořské výšce 453 metrů, v zalesněné a hornaté oblasti v centrální části Dolní Galileji, na vrcholu hory Har Šechanija, na jejíž severovýchodní straně terén klesá do zalesněného údolí vádí Nachal Segev. Z jejích západních úbočí stéká vádí Nachal Šechanija. Na západě na horu navazuje vrch Har Kavul. Jihovýchodním směrem terén stoupá k vysočině Harej Jatvat.
Nachází se cca 17 kilometrů východně od břehů Středozemního moře a cca 25 kilometrů na západ od Galilejského jezera, cca 97 kilometrů severovýchodně od centra Tel Avivu a cca 25 kilometrů severovýchodně od centra Haify. Koranit obývají Židé, přičemž osídlení v tomto regionu je etnicky smíšené. 4 kilometry na severovýchod leží město Sachnin, které obývají izraelští Arabové. Na západní straně jsou to arabská města Tamra a Kabul. 2 kilometry jižním směrem od Koranit leží menší arabské město Kaukab Abu al-Hidža. Jediným větším židovským sídlem je město Karmiel 8 kilometrů severovýchodně od osady.
Krajina mezi těmito městskými centry je ovšem postoupena řadou menších židovských vesnic, které zde, západně a severozápadně od Sachninu vytvářejí souvislý blok. V rámci tohoto bloku tvoří vesnice Koranit, spolu se sousedními Šechanija a Manof kompaktní celek, stavebně téměř propojený a situovaný na planině na vrcholku hory Har Šechanija (הר שכניה).
Obec Koranit je na dopravní síť napojena pomocí lokální silnice číslo 784, směřující k jihu, do údolí Bejt Netofa, a k severu, do prostoru města Sachnin.

## Dějiny
Vesnice Koranit byla založena v roce 1982 v rámci programu Micpim be-Galil, který vrcholil na přelomu 70. a 80. let 20. století a v jehož rámci vznikly v Galileji desítky nových židovských vesnic s cílem posílit židovské demografické pozice v tomto regionu a nabídnout kvalitní bydlení kombinující výhody života ve vesnickém prostředí a předměstský životní styl.
Zakladateli vesnice byla skupina osadníků pojmenovaná Koran (קורן). Ta sídlila nejprve od roku 1977 v provizorní lokalitě v nedaleké vesnici Segev (nyní Acmon). Teprve po několika letech se přemístila do nynější lokality, do trvalé zástavby. Původně šlo o družstevní vesnici typ mošav, ale později byla privatizována a změnila se na individuálně organizovanou společnou osadu.
V Koranit je k dispozici společenské centrum, sportovní areály a park. Fungují tu zařízení předškolní péče o děti. Základní škola je ve vesnici Gilon.
Výhledově má vesnice projít další stavební expanzí. Územní plán umožňuje rozšíření ze stávajících necelých 150 rodin na 350.

## Demografie
Obyvatelstvo Koranit je sekulární. Podle údajů z roku 2014 tvořili populaci v Koranit Židé - cca 800 osob (včetně statistické kategorie "ostatní", která zahrnuje nearabské obyvatele židovského původu ale bez formální příslušnosti k židovskému náboženství, cca 900 osob).
Jde o menší sídlo vesnického typu s dlouhodobě mírně rostoucím počtem obyvatel. K 31. prosinci 2014 zde žilo 852 lidí. Během roku 2014 populace stoupla o 1,8 %.
| Rok            | 1983 | 1995 | 2001 | 2003 | 2004 | 2005 | 2006 | 2007 | 2008 | 2009 | 2010 | 2011 | 2012 | 2013 | 2014 |
| -------------- | ---- | ---- | ---- | ---- | ---- | ---- | ---- | ---- | ---- | ---- | ---- | ---- | ---- | ---- | ---- |
| Počet obyvatel | 116  | 437  | 593  | 621  | 627  | 650  | 655  | 658  | 664  | 678  | 679  | 741  | 829  | 837  | 852  |